# Remigio Nannini
Remigio Nannini (detto anche Remìgio Fiorentino; Firenze, 1518 – Firenze, 3 ottobre 1580) è stato uno scrittore e religioso italiano.

## Biografia
Remigio Nannini entrò nell'Ordine dei frati predicatori nel 1575. Scrisse poesie (Rime, 1547; Canzone alla gloriosissima Vergine, 1576) e curò per Gabriele Giolito de' Ferrari numerose edizioni e traduzioni, la più fortunata delle quali fu quella delle Epistole e Evangeli con annotazioni morali (1575). Nel 1569 fu chiamato a Roma da papa Pio V per sovrintendere alla stampa delle opere di san Tommaso d'Aquino. Curò inoltre la prima edizione completa della Storia d'Italia di Francesco Guicciardini (1567), sulla quale scrisse anche cento Considerazioni civili (post., 1582).